# Venise sous la neige (chanson)
Venise sous la neige est une chanson composée en 1967, les paroles sont de Michelle Senlis, la musique de Francis Lai. Elle a été interprétée par Jacqueline Dulac et en 1967 publié par RCA Victor dans les singles Venise Sous La Neige / On pleure le matin / Nocturne / Les étangs de Hollande et la même année apparaît sur l'album Contre-jour.

## Résumé
« C'était le temps du givre
Mais au Caffè Florian
Musset sortait souvent
Des pages de ses livres. »

— Michelle Senlis, Venise sous la neige
L'interprète (elle) rappelle ses vingt ans et son histoire d'amour, vivaient dans un hiver à Venise, et reviennent à l'esprit les ruelles, les palais et les places, le Café Florian; mais aujourd'hui « le temps qui palpite » sont finis et lui « n'est plus qu'un nom dans un roman ».
Dans le texte, il y a une référence claire au voyage qui Alfred de Musset a fait en novembre 1833, en compagnie de George Sand, voyage à partir de laquelle il est retourné à Paris le 12 avril 1834. Un peu plus tard la même année, Musset écrit Lorenzaccio, un drame romantique, sur une idée de George Sand, qui lui avait confié un manuscrit inédite intitulée Une conspiration en 1537.

## D'autres versions et reprises
- 1969, dans la version en italienne, E fuori tanta neve/Parigi è là (N1554), Jacqueline Dulac avec le paroles de Sergio Bardotti.
- 1970, Wilma Goich, ...e fuori tanta neve
- 2011, Daphné